# Erica lanuginosa
Erica lanuginosa är en ljungväxtart som beskrevs av Gábor Gabriel Andreánszky. Erica lanuginosa ingår i släktet klockljungssläktet, och familjen ljungväxter. Inga underarter finns listade i Catalogue of Life.